# Burrough Green
Burrough Green est une paroisse civile et un village du Cambridgeshire, en Angleterre.